# Aporocosmus
Aporocosmus is een geslacht van vlinders van de familie van de grasmotten (Crambidae), uit de onderfamilie van de Odontiinae. De wetenschappelijke naam van dit geslacht is voor het eerst voorgesteld door Arthur Gardiner Butler in een publicatie uit 1886.
Dit geslacht is monotypisch, dat wil zeggen dat het maar één soort heeft namelijk Aporocosmus lamprodeta (Butler, 1886) uit Papoea-Nieuw-Guinea en Australië.